# Mantuanischer Erbfolgekrieg

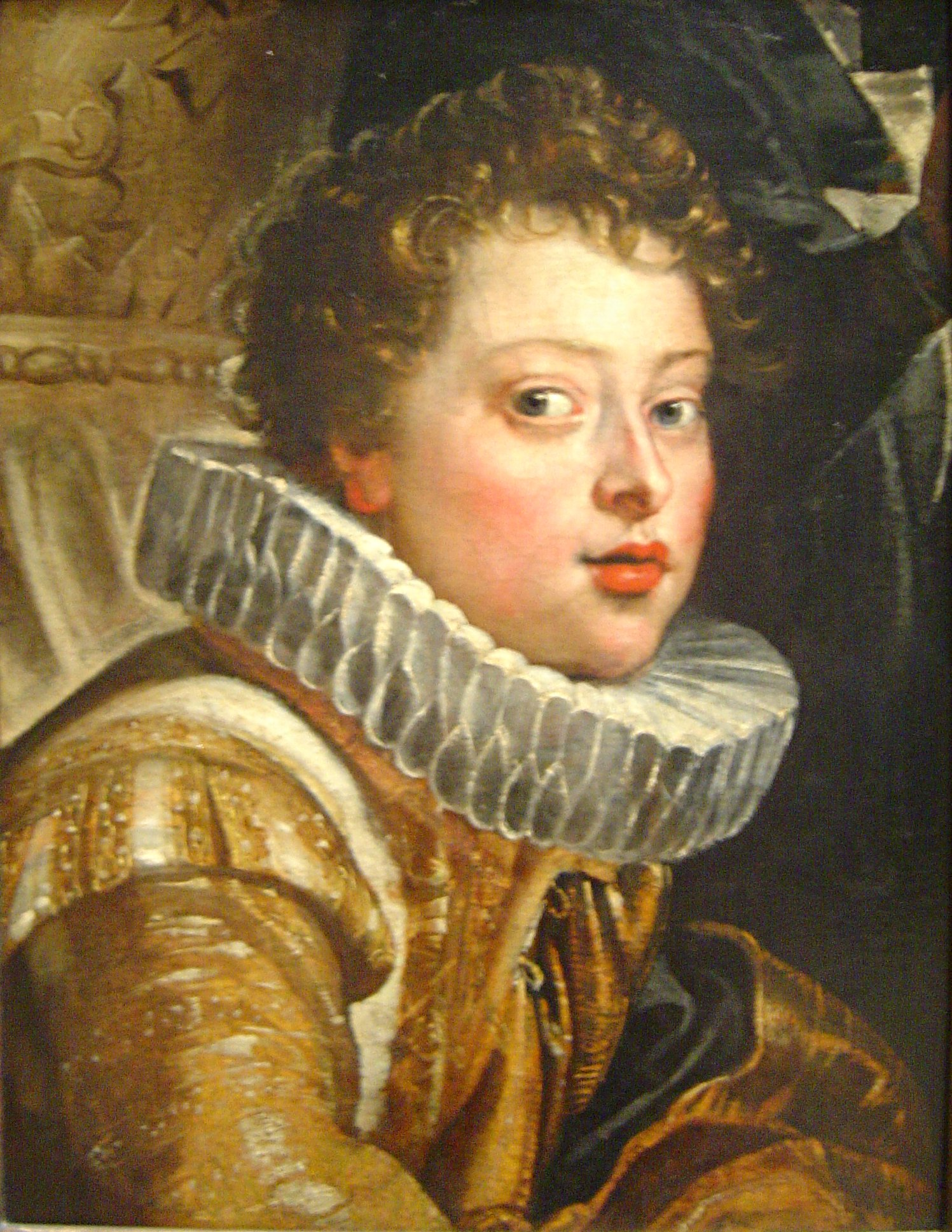
Vincenzo II. Gonzaga

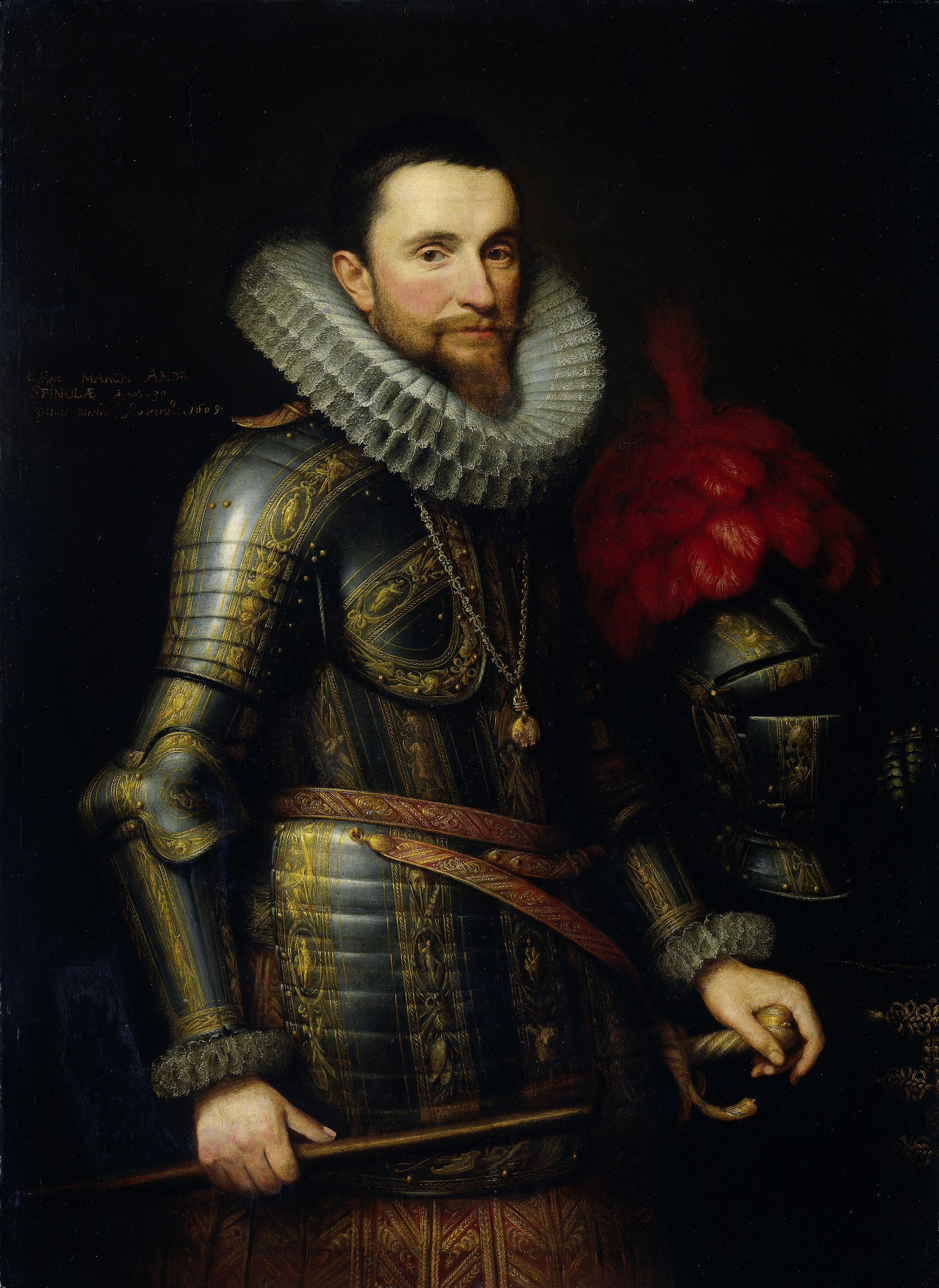
Ambrosio Spinola

Der Mantuanische Erbfolgekrieg (1628–1631) war ein Krieg um die Nachfolge im Herzogtum Mantua, der durch das Aussterben der Hauptlinie des Fürstengeschlechtes Gonzaga im Jahre 1627 ausgelöst wurde. Die heftige Auseinandersetzung zwischen dem Königreich Frankreich und der Habsburgermonarchie um die Vorherrschaft in Norditalien war ein wichtiger Nebenschauplatz des Dreißigjährigen Krieges. Der Konflikt endete mit einem Sieg Frankreichs, da das Eingreifen Schwedens in den Dreißigjährigen Krieg den Kaiserhof in Wien zum Einlenken und zur Annahme des Friedens von Cherasco zwang.

## Kriegsanlass
Die italienische Fürstenfamilie Gonzaga herrschte seit dem 14. Jahrhundert über das Herzogtum Mantua und seit 1536 über die zu einem Herzogtum aufgewertete Markgrafschaft Montferrat. Durch die beiden territorial nicht angrenzenden Gebiete, die östlich und westlich des von Spanien beherrschten Herzogtums Mailand lagen, verliefen wichtige Verkehrs- und Handelswege. Die Ansprüche auf das Herzogtum Mantua konnten – im Gegensatz zum Herzogtum Montferrat – einzig durch die männliche Linie vererbt werden.
Am 22. Dezember 1612 starb Herzog Francesco IV. Gonzaga von Mantua und Montferrat im Alter von 26 Jahren nach einer nur zehn Monate dauernder Herrschaft. Er hinterließ keine männlichen Erben, lediglich die 1609 geborene Tochter Maria. Seine jüngeren Brüder Ferdinando Gonzaga und Vincenzo Gonzaga, die dem geistlichen Stand angehörten (Ferdinando war seit 1605 Kardinal, Vincenzo wurde es 1615), folgten ihm als Herzöge 1612 beziehungsweise 1626; die Versuche der beiden, durch Rücktritt und Eheschließung die männliche Erbfolge zu retten, schlugen fehl.
Vincenzo II. Gonzaga starb am 25. Dezember 1627 im Alter von 33 Jahren – an dem Tag, an dem er seine Nichte Maria, mittlerweile 18 Jahre alt, mit seinem entfernten Verwandten Carlo II. Gonzaga verheiratet hatte. Dies geschah in der Hoffnung, damit eine unanfechtbare Erbfolge zu sichern, da der Vater des Bräutigams, Carlo I. Gonzaga, Herzog von Nevers und Rethel in Frankreich, das Oberhaupt der ältesten Nebenlinie der Gonzagas war. Seine Ansprüche wurden von Frankreich unterstützt, weil es sich um eine seit 1549 in Frankreich ansässige Familienlinie handelte.
Kaiser Ferdinand II., der seit fünf Jahren mit Eleonora Gonzaga, einer Schwester der drei letzten Herzöge, verheiratet war, versuchte hingegen, Mantua als erledigtes Reichslehen einzuziehen, um es anschließend an Ferrante II. Gonzaga aus der jüngeren Linie Gonzaga-Guastalla zu vergeben, der auf spanischer Seite stand. Der Linie des Kaisers gesellte sich Savoyen hinzu, dessen Herzog Karl Emanuel I. sich das Herzogtum Montferrat erhoffte, denn die Nebenlinien Guastalla hatten sich vor der Montferrater Erbschaft von der Hauptlinie abgespaltet, so dass ihre Nachfolge dort zumindest bestreitbar war.

## Kriegsverlauf
Am 17. Januar 1628 traf der Herzog von Nevers, Carlo I. von Gonzaga, in Mantua ein und erbat vom Kaiser die Investitur für die Reichslehen Mantua und Montferrat. Der Herzog von Savoyen, Karl Emanuel I., besetzte im Gegenzug im Frühling 1628 den nördlichen Teil des Montferrat. Der spanische Gouverneur des Herzogtums Mailand Gonzalo Fernández de Córdoba unterstützte ihn dabei vom angrenzenden Mailand aus. Spanische Truppen stießen zur Hauptstadt Casale vor, die, am oberen Po gelegen, die Kontrolle der Handelswege zwischen den Alpen und Oberitalien ermöglichte. Sie belagerten die gut befestigte Stadt, konnten sie aber nicht erobern.
Erst ein Jahr später, im Februar 1629, griff Frankreich für Spanien überraschend in den Krieg ein. Nach der Kapitulation von La Rochelle wieder verfügbar, überquerten französische Truppen den Col de Montgenèvre unter Befehl von Jean de Saint-Bonnet de Toiras und belagerten in Anwesenheit des Königs Ludwig XIII. und Richelieus das zu Savoyen gehörende Susa. Aufgrund des Belagerungszustandes vereinbarte der Herzog von Savoyen mit Frankreich am 11. März 1629 die Verträge von Susa. Sie berechtigten Frankreich zum Durchgang durch savoyisches Gebiet. Daraufhin erkannte auch der spanische Gouverneur die Verträge von Susa an, brach seine Belagerung in Casale ab und zog sich wieder nach Mailand zurück. Eine französische Garnison installierte sich in Casale. Die übrigen französischen Truppen marschierten wieder nach Frankreich zurück.
Unter spanischem Druck verhängte der Kaiser bereits 1628 gegen den Herzog von Nevers den Sequester aufgrund angeblicher lehnsrechtlicher Verstöße. Der Herzog verweigerte die Zustimmung zur Sequestration, hoffte auf französische Hilfe und bezahlte Frankreich freiwillig einen jährlichen Zins für Montferrat. Deshalb griff das kaiserliche Heer im Herbst 1629 unter Führung von Feldmarschall Collalto und mit Unterstützung venezianischer Truppen in den Krieg ein. Mantua wurde bis Ende 1629 mit 20.000 Mann erfolglos belagert, worauf sich die Truppen zurückzogen.
Französische Truppen unter Leitung von Richelieu begaben sich im Dezember 1629 wiederum nach Oberitalien, eroberten die Festung Pinerolo und besetzten weite Teile des Herzogtums Savoyen. Richelieu verzichtete auf eine militärische Unterstützung von Mantua, das zum zweiten Mal von einem kaiserlichen Heer belagert wurde, weil er eine direkte Konfrontation vermeiden wollte. Die Verteidiger von Mantua wurden zusätzlich durch die Einschleppung der Pest geschwächt, so dass der Herzog von Nevers am 18. Juli 1630 kapitulieren musste. Daraufhin wurde die Stadt schwer geplündert (Sacco di Mantova), wobei sich die drei kaiserlichen Generäle Gallas, Aldringen und Piccolomini an den Schätzen des Palastes maßlos bereicherten, indem sie Juwelen, Gemälde, Statuen, Prunkmöbel, Tapisserien, goldene Service und Silberzeug auf mehreren Wagen abtransportieren ließen. Auch das Ghetto wurde geplündert, die 1800 Juden wurden vertrieben, jeder durfte nur drei Dukaten mitnehmen. Insgesamt wurden so 800.000 Dukaten geraubt.
Im Frühling 1630 wurde Casale, unter militärischer Führung des französischen Garnisonskommandanten Jean de Saint-Bonnet de Toiras, erneut von spanischen Truppen unter dem Kommando von Ambrosio Spinola belagert. Sowohl die spanischen Truppen wie auch die Belagerten litten zunehmend unter den Auswirkungen der Pest und der schwierigen Versorgungslage. Ein vorläufiger Waffenstillstand wurde am 4. September dank des Verhandlungsgeschicks des päpstlichen Gesandten Mazarin beschlossen. Den spanischen Truppen musste Zugang zur Stadt und zum Kastell gewährt werden, während sich die französische Garnison auf die Zitadelle zurückziehen konnte. Am 25. September starb der spanische Heereskommandant Spinola, was aber nicht zu einem Belagerungsabbruch führte. Im Oktober rückte das französische Entsatzheer unter Henri de Schomberg über Asti gegen Casale vor. Schließlich standen sich am 26. Oktober die beiden Heere gegenüber. Erst im letzten Moment konnte Mazarin die beiden Kriegsgegner davon überzeugen, dass bereits am 13. Oktober ein Friedensvertrag am Regensburger Kurfürstentag abgeschlossen worden sei. Eine Schlacht konnte damit verhindert werden. Die Heeresführer einigten sich darauf, Casale und das Montferrat von militärischen Truppen zu räumen. Die Kriegshandlungen waren damit beendet.

## Friedensverhandlungen
Das Ende in dieser Auseinandersetzung brachte das Eingreifen Schwedens in den Dreißigjährigen Krieg. Deswegen hatte Ferdinand II. ein großes Interesse an einem schnellen Abzug seiner Truppen aus Oberitalien. Auf dem Regensburger Kurfürstentag gelang es ihm am 13. Oktober 1630, einen Friedensvertrag zur Beendigung des Mantuanischen Erbfolgekrieges mit der französischen Gesandtschaft auszuhandeln. Richelieu konnte aber König Ludwig XIII. davon überzeugen, den Vertrag nicht zu ratifizieren. Trotz dieses Affronts signalisierte Ferdinand II. gegenüber Frankreich weiterhin seine Verhandlungsbereitschaft.
Der Vertrag von Cherasco vom 6. April 1631 war der letzte Schritt zur Beendigung des Mantuanischen Erbfolgekrieges. Er wurde von Kaiser Ferdinand II., König Ludwig XIII. von Frankreich und Herzog Viktor Amadeus I. von Savoyen, dem Thronfolger des am 26. Juli 1630 verstorbenen Karl Emanuel I., ratifiziert, nicht aber von Spanien. In einer weiteren Vereinbarung vom 19. Juni 1631 wurde der erste Vertrag bestätigt und es wurden zusätzlich neue Bestimmungen über den Ablauf des Truppenabzugs beschlossen.
Damit wurde es Frankreich nach langer habsburgisch-spanischer Vorherrschaft zum ersten Mal wieder ermöglicht, in Oberitalien Fuß zu fassen. Zusätzlich wurde der französische Einfluss dadurch verstärkt, dass der Herzog von Savoyen sich in zwei Geheimverträgen vom 31. März 1631 verpflichtete, Pinerolo gegen Entschädigung an Frankreich abzutreten. Abgesehen von diesem Verlust erhielt Savoyen zusätzliche Gebiete im Montferrat, doch hatte die Bevölkerung des Herzogtums unter den Folgen des Krieges und der Pest schwer gelitten. Am stärksten war der Herzog von Nevers geschwächt worden: Neben der Entvölkerung und Zerstörung seines Herzogtums Mantua verlor er fast die Hälfte von Montferrat und war in der Folge zu schwach, um eine eigenständige Politik zu betreiben.

## Nachgang
Im Zusammenhang mit dem Spanischen Erbfolgekrieg 75 Jahre später setzte der Kaiser sich in Mantua schließlich durch. Herzog Carlo IV. Gonzaga von Mantua und Montferrat war in diesem Konflikt auf die französische Seite übergetreten (obwohl er die französischen Besitzungen bereits 1659 an den Kardinal Mazarin verkauft hatte), woraufhin Kaiser Leopold I. Mantua als erledigtes Reichslehen einzog. Savoyen erhielt 1703 den Rest Montferrats, Mantua wurde dem bereits österreichischen Herzogtum Mailand zugeschlagen.